# 21.º Regimiento de Artillería de la Luftwaffe
El 21.º Regimiento de Artillería de la Luftwaffe (21. Luftwaffen-Artillerie-Regiment) fue una unidad de la Luftwaffe durante la Segunda Guerra Mundial.

## Historia
Fue formado en el verano de 1943 desde partes del Grupo de Ejércitos Norte. El 1 de noviembre de 1943 pasó bajo el control total del Ejército, y renombrado como el 21.º Regimiento de Artillería (L), excepto del IV Batallón que se convierte en el.

## Comandantes
- Coronel Karl Schuchardt - (8 de febrero de 1943 - 25 de junio de 1943)
- Coronel Sebastian Mahrle - (26 de junio de 1943 - 1 de noviembre de 1943)

## Orden de Batalla
Organización
- I Batallón/1.º Escuadrilla, 2.º Escuadrilla, 3.º Escuadrilla
- II Batallón/4.º Escuadrilla, 5.º Escuadrilla, 6.º Escuadrilla
- III Batallón/7.º Escuadrilla, 8.º Escuadrilla
- IV Batallón/9.º Escuadrilla, 10.º Escuadrilla, 11.º Escuadrilla, 12.º Escuadrilla
- 1.º Columna Ligera de Transporte
- 2.º Columna Ligera de Transporte
- 3.º Columna Ligera de Transporte
- 4.º Columna Ligera de Transporte

## Servicios
- ? - 1943: Bajo la 21.º División de Campo de la Fuerza Aérea.